# Jan Vanhoenacker
Jean Robert Vanhoenacker dikwijls Jan Vanhoenacker genoemd (Kortrijk, 7 maart 1875 - Antwerpen, 22 november 1958) was een Belgisch architect. 

## Biografie
Hij volgde van 1889 tot 1894 avondlessen aan de kunstacademie te Kortrijk en volgde na zijn legerdienst te Antwerpen les aan de Koninklijke Academie. 

Hij nam driemaal deel aan het concours van de Prijs van Rome voor architectuur. In 1899 en 1902 behaalde hij de tweede prijs, in 1905 kreeg hij een eervolle vermelding (3e prijs).
Tussen 1920 en 1931 had hij een architectenbureau samen met Jos Smolderen en John Van Beurden. 
Hij was lid van de Kring voor Bouwkunde (KVB), die in 1922 samensmolt met de Koninklijke Maatschappij der Bouwmeesters van Antwerpen (KMBA). In beide bekleedde hij een aantal bestuursfuncties.

## Realisaties
Over heel Vlaanderen was hij de architect van vele uiteenlopende gebouwen, waaronder een schouwburg, bankkantoor, brouwerij, wijken en verschillende huizen te Kortrijk, Oostende, Antwerpen, Roeselare en Tielt.
Een lijst met enkele bekende werken:
- De Boerentoren te Antwerpen.
- De Stadsschouwburg te Kortrijk.
- De Beurs voor Diamanthandel te Antwerpen
- Het psychiatrisch ziekenhuis te Duffel
- Het Century Hotel te Antwerpen

## Erkentelijkheden
- Prijs De Keyser (1898)
- 2de plaats prijs van Rome
- 1ste prijs in de tweejaarlijkse prijskamp van de KMBA (1904)